# Lisard González
Lisard González Termens (Barcellona, 26 agosto 1971) è un ex cestista spagnolo.

## Palmarès
- Campionato spagnolo: 2

Barcellona: 1989-1990
Manresa: 1997-1998
- Copa del Rey: 2

Barcellona: 1991
Manresa: 1996
- Liga catalana: 1

Manresa: 1997